# Mistrzostwa Świata Strongman 2006
Mistrzostwa Świata Strongman 2006 – doroczne, indywidualne zawody siłaczy.

## Rundy kwalifikacyjne
WYNIKI KWALIFIKACJI
Data: 14, 15, 16, 17 września 2006 r.
Do finału kwalifikuje się dwóch najlepszych zawodników z każdej z grup.
Grupa 1
| Miejsce | Zawodnik             | Kraj              | Punkty |
| ------- | -------------------- | ----------------- | ------ |
| 1.      | Mariusz Pudzianowski | Polska            | 25     |
| 2.      | Don Pope             | Stany Zjednoczone | 18,5   |
| 3.      | Reza Gharaei         | Iran              | 16     |
| 4.      | Arild Haugen         | Norwegia          | 16     |
| 5.      | Jessen Paulin        | Kanada            | 11,5   |

Grupa 2
| Miejsce | Zawodnik       | Kraj              | Punkty |
| ------- | -------------- | ----------------- | ------ |
| 1.      | Terry Hollands | Anglia            | 22,5   |
| 2.      | Raivis Vidzis  | Łotwa             | 21,5   |
| 3.      | Jesse Marunde  | Stany Zjednoczone | 20,5   |
| 4.      | Dave Ostlund   | Stany Zjednoczone | 19,5   |
| 5.      | Gu Yan Li      | Chiny             | 5      |

Grupa 3
| Miejsce | Zawodnik           | Kraj              | Punkty |
| ------- | ------------------ | ----------------- | ------ |
| 1.      | Phil Pfister       | Stany Zjednoczone | 21,5   |
| 2.      | Mark Felix         | Grenada           | 18     |
| 3.      | Janne Virtanen     | Finlandia         | 17,5   |
| 4.      | Elbrus Nigmatullin | Rosja             | 17     |
| 5.      | Darren Sadler      | Anglia            | 16     |

Grupa 4
| Miejsce | Zawodnik         | Kraj              | Punkty |
| ------- | ---------------- | ----------------- | ------ |
| 1.      | Tarmo Mitt       | Estonia           | 21     |
| 2.      | Jarosław Dymek   | Polska            | 20,5   |
| 3.      | Boris Haraldsson | Islandia          | 19     |
| 4.      | Dominic Filiou   | Kanada            | 16     |
| 5.      | Kevin Nee        | Stany Zjednoczone | 12,5   |

Grupa 5
| Miejsce | Zawodnik          | Kraj              | Punkty           |
| ------- | ----------------- | ----------------- | ---------------- |
| 1.      | Sebastian Wenta   | Polska            | 26,5             |
| 2.      | Sławomir Toczek   | Polska            | 23               |
| 3.      | Josh Thigpen      | Stany Zjednoczone | 17               |
| 4.      | Odd Haugen        | Norwegia          | 10,5             |
| 5.      | Magnus Samuelsson | Szwecja           | 8 (kontuzjowany) |

## Finał
FINAŁ – WYNIKI SZCZEGÓŁOWE
Data: 21, 22, 23 września 2006 r.

Miejsce: Sanya  Chiny
| Miejsce | Zawodnik             | Kraj              | Punkty |
| ------- | -------------------- | ----------------- | ------ |
| 1.      | Phil Pfister         | Stany Zjednoczone | 61     |
| 2.      | Mariusz Pudzianowski | Polska            | 57,5   |
| 3.      | Don Pope             | Stany Zjednoczone | 45     |
| 4.      | Mark Felix           | Grenada           | 38,5   |
| 5.      | Tarmo Mitt           | Estonia           | 38     |
| 6.      | Sebastian Wenta      | Polska            | 36,5   |
| 7.      | Terry Hollands       | Anglia            | 30     |
| 8.      | Jarosław Dymek       | Polska            | 29     |
| 9.      | Raivis Vidzis        | Łotwa             | 26     |
| 10.     | Sławomir Toczek      | Polska            | 20,5   |

## Nagrody
| Miejsce | Wysokość nagrody |
| ------- | ---------------- |
| 1.      | $ 41 000         |
| 2.      | $ 25 000         |
| 3.      | $ ?              |
| 4.      | $ ?              |
| 5.      | $ ?              |

## Zawodnicy rezerwowi
Zawodnicy rezerwowi zastępują zawodnika w razie kontuzji lub rezygnacji z udziału w zawodach.
Zawodnicy rezerwowi: Karl Gillingham  Stany Zjednoczone i Luo Huandong  Chiny.